# Безчеривний Федір Григорович
Федір Григорович Безчеривний (1910 - ?), український радянський діяч, шахтар.

## Біографія
Машиніст врубмашини шахти 1-2 “Гірська” тресту “Первомайськвугілля” Ворошиловградська область. З 1947 депутат Верховної Ради Української РСР 2-го скликання.